# ويلي ديفيس
ويلي ديفيس (بالإنجليزية: Wiley Davis)‏ هو لاعب كرة قاعدة أمريكي، ولد في 1 أغسطس 1875 في سايمور في الولايات المتحدة، وتوفي في 22 سبتمبر 1942 في ديترويت في الولايات المتحدة.

## وصلات خارجية
- ويلي ديفيس على موقعبيزبول رفرنس.كوم (الدوري الرئيسي) (الإنجليزية)
- ويلي ديفيس على موقعبيزبول رفرنس.كوم (الدوري الثانوي) (الإنجليزية)